# Костас Царцарис
Константинос „Костас“ Царцарис (грч. Κωνσταντίνος "Κώστας" Τσαρτσαρής; Бер, 17. октобар 1979) је бивши грчки кошаркаш, а садашњи кошаркашки тренер. Играо је на позицијама крилног центра и центра.

## Клупска каријера
Царцарис је примећен још као клинац док је играо у нижим лигама Грчке за тим Филипос из Верије. Након што му Филипос није дозволио одлазак у неки други грчки тим, он је отишао у КК Гриндавик са Исланда где је одиграо сезону 1997/98.
Вратио се у Грчку 1998. године и потписао за екипу Нир Ист. Након једне сезоне са њима одлази у Перистери где је играо до 2002. године када потписује за Панатинаикос. Са њима је провео наредних 11 сезона и освојио бројне трофеје. Три пута заредом је био најкориснији играч грчког купа.
У јуну 2013. након нове титуле са Панатинаикосом, Царцарис је објавио да завршава каријеру.

## Репрезентација
Са репрезентацијом Грчке је освојио златну медаљу на Европском првенству 2005. и сребрну медаљу на Светском првенству 2006.

## Успеси

### Клупски
- Победник Евролиге (3): 2007, 2009, 2011.
- Првак Грчке лиге (10): 2003, 2004, 2005, 2006, 2007, 2008, 2009, 2010, 2011, 2013.
- Победник Купа Грчке (8): 2003, 2005, 2006, 2007, 2008, 2009, 2012, 2013.
- Победник Купа Исланда (1): 1998.

### Репрезентативни
- Злато Европско првенство 2005.
- Сребро Светско првенство 2006.

### Појединачни
- Најбољи млади играч Грчке лиге (1): 1999.
- Најориснији играч Купа Грчке (3): 2006, 2007, 2008.
- Грчка Ол-стар утакмица (7): 2001, 2002, 2004, 2005, 2006, 2007, 2008.